# Pedro Teixeira (ator)
Pedro Miguel Ferreira Teixeira (Lisboa, 23 de dezembro de 1980) é um actor, dobrador e apresentador de televisão português.

## Biografia e carreira
Pedro Miguel Ferreira Teixeira, nasceu em Lisboa, no dia 23 de dezembro de 1980. Toda a sua adolescência foi vivida na cidade de Amora (Área Metropolitana de Lisboa), onde fez o ensino secundário na Escola Manuel Cargaleiro. Frequentou o Curso de Cinema, Vídeo e Comunicação Multimédia na Universidade Lusófona de Lisboa. Tem como agente Notable. Tem trabalhado em cinema, teatro, televisão, moda e publicidade.
Estreou-se como ator no cinema, em 2003, no filme Sorte Nula, dirigido por Fernando Fragata.
Em 2004, estreia-se em televisão na 2.ª série dos Morangos com Açúcar, que protagonizou ao lado de Cláudia Vieira, na TVI, em 2004. A partir daí, torna-se num dos atores mais ativos da estação de Queluz de Baixo. Depois do sucesso de Morangos com Açúcar, integra o elenco da telenovela Tempo de Viver (2006).
Em 2007, faz a sua estreia no Teatro com a peça A Moreira, com encenação de Nelson Monforte, nos Açores. No mesmo ano, entra na novela Ilha dos Amores da TVI.
Entrou na peça de teatro de comédia Dia do Pai, de Ana Graciani e Gabriel Olivares, com adaptação de Marta Mendonça e encenação de Almeno Gonçalves, em 2008. Ainda em 2008, reforçou as novelas da TVI, A Outra e Flor do Mar.
Em 2010, participa em Mar de Paixão e, em 2011, co-protagoniza a novela Anjo Meu, nesse ano entra em mais uma peça de teatro, intitulada Os Portas - Uma Comédia da Noite. Mais tarde, em 2013, dá vida ao cómico Moisés na novela Destinos Cruzados.
Em 2014 estreou-se na apresentação através da adaptação nacional do programa Rising Star, programa que apresentou com Leonor Poeiras, na TVI. Nesse ano, foi o protagonista da novela O Beijo do Escorpião. Posteriormente apresenta esporadicamente o programa Somos Portugal, entre 2015 e 2023.
Com a saída de Cristina Ferreira da TVI para a SIC, Pedro Teixeira e Rita Pereira assumem a apresentação de Dança com as Estrelas, em 2018, programa que era apresentado a solo pela apresentadora.
Em 2019, protagonizou o filme Quero-te Tanto! e a novela Amar Depois de Amar, apresentou ainda o game show Mental Samurai, até 2021.
Protagonizou a novela cómica de sucesso da TVI, Festa É Festa, com Ana Guiomar, entre 2021 e 2025. Em 2021, apresentou ainda o reality show O Amor Acontece, ao lado de Maria Cerqueira Gomes.
Entre 2023 e 2024, apresentou os concursos Vai ou Racha e Congela.
Em 2025, apresenta um novo concurso na TVI baseado no original "Celebrity Car Park".

## Filmografia

### Cinema
- Assistente de produção da Virtual Produções em 2003/2004.
- Filme Sorte Nula de Fernando Fragata em 2003 no papel de Alex.[23]
- Filme Winx - Dobragem de voz de "Sky o Príncipe".
- Filme Quero-te Tanto! (2019) - ator no papel de Pepê
- Filme Irregular (2021) - ator

### Teatro
- Peça A Moreia de Nelson Monforte (Nov e Dez 2007/Açores).[24]
- Peça O Dia do Pai um comédia produzida por Sola do sapato. Com Almeno Gonçalves, André Nunes, Fernando Ferrão e Pedro Teixeira.
- Peça Os Portas - Comédia da noite um comédia produzida por Sola do sapato. Com Almeno Gonçalves, António Melo, Fernando Ferrão e Pedro Teixeira.(Setembro 2011 a 2012)

### Televisão
| Ano         | Projeto                         | Papel                         | Notas                                                                 | Canal |
| ----------- | ------------------------------- | ----------------------------- | --------------------------------------------------------------------- | ----- |
| 2004 - 2005 | Morangos com Açúcar 2           | Simão Navarro                 | Protagonista                                                          | TVI   |
| 2005        | Crimes Académicos               | N.D.                          | Participação Especial                                                 | TVI   |
| 2006 - 2007 | Tempo de Viver                  | Bernardo Martins de Mello     | Elenco Principal                                                      | TVI   |
| 2006        | Inspetor Max                    | Mauro                         | Participação Especial                                                 | TVI   |
| 2006        | Canta por Mim                   | Ele Próprio                   | Concorrente                                                           | TVI   |
| 2007        | Tu e Eu                         | N.D.                          | Participação Especial                                                 | TVI   |
| 2007        | Paixões Proibidas               | César                         | Participação Especial                                                 | RTP1  |
| 2007        | Ilha dos Amores                 | David Costa                   | Elenco Principal                                                      | TVI   |
| 2008        | A Outra                         | Luís Lima                     | Elenco Principal                                                      | TVI   |
| 2008 - 2009 | Flor do Mar                     | Pedro Gouveia                 | Co- Protagonista                                                      | TVI   |
| 2010 - 2011 | Mar de Paixão                   | Duarte Vasconcelos            | Elenco Principal                                                      | TVI   |
| 2011 - 2012 | Anjo Meu                        | Matias Saragoça Saraiva       | Co- Protagonista                                                      | TVI   |
| 2013 - 2014 | Destinos Cruzados               | Moisés da Consolação Cabreira | Coadjuvante                                                           | TVI   |
| 2013        | Dança com as Estrelas 1         | Ele Próprio                   | Concorrente                                                           | TVI   |
| 2014        | O Beijo do Escorpião            | Rafael Pires                  | Protagonista                                                          | TVI   |
| 2014        | Rising Star - A Próxima Estrela | Ele Próprio                   | Apresentador, ao lado de Leonor Poeiras                               | TVI   |
| 2015        | Dança com as Estrelas 3         | Ele Próprio                   | Apresentador da "Sala Vermelha"                                       | TVI   |
| 2015 - 2017 | Somos Portugal                  | Ele Próprio                   | Apresentador esporádico                                               | TVI   |
| 2020 - 2023 | Somos Portugal                  | Ele Próprio                   | Apresentador esporádico                                               | TVI   |
| 2016 - 2017 | A Impostora                     | Gonçalo Pereira               | Elenco Principal                                                      | TVI   |
| 2017 - 2019 | Apanha se Puderes               | Ele Próprio                   | Apresentador, com Cristina Ferreira (2017-2018) / Rita Pereira (2019) | TVI   |
| 2017 - 2018 | Desafia-te: Nunca Digas Nunca   | Ele Próprio                   | Apresentador, ao lado de Ana Sofia Martins                            | TVI   |
| 2018 - 2019 | A Teia                          | Humberto Seixas               | Elenco Principal                                                      | TVI   |
| 2018 - 2019 | Dança com as Estrelas 4         | Ele Próprio                   | Apresentador, ao lado de Rita Pereira                                 | TVI   |
| 2019        | Amar Depois de Amar             | Miguel Meireles               | Co- Protagonista                                                      | TVI   |
| 2019 - 2021 | Mental Samurai                  | Ele Próprio                   | Apresentador                                                          | TVI   |
| 2020        | Dança com as Estrelas 5         | Ele Próprio                   | Apresentador, ao lado de Rita Pereira                                 | TVI   |
| 2020        | Quer o Destino                  | Marcos Costa de Santa Cruz    | Antagonista                                                           | TVI   |
| 2021 - 2023 | Em Família                      | Ele Próprio                   | Apresentador Esporádico                                               | TVI   |
| 2021 - 2025 | Festa É Festa                   | Tomé Trindade                 | Protagonista                                                          | TVI   |
| 2021        | O Amor Acontece                 | Ele Próprio                   | Apresentador, ao lado de Maria Cerqueira Gomes                        | TVI   |
| 2023 - 2024 | Vai ou Racha                    | Ele Próprio                   | Apresentador                                                          | TVI   |
| 2023 - 2024 | Morangos com Açúcar             | Simão Navarro                 | Participação Especial                                                 | TVI   |
| 2024/2025   | Congela                         | Ele Próprio                   | Apresentador                                                          | TVI   |
| 2025        | Star Park                       | Ele Próprio                   | Apresentador, ao lado de Diogo Amaral                                 | TVI   |

Emissões Especiais
| Ano  | Programa                           | Notas                                                    | Canal       |
| ---- | ---------------------------------- | -------------------------------------------------------- | ----------- |
| 2019 | Juntos Somos Mais Fortes           | Apresentador, ao lado de Leonor Poeiras                  | TVI         |
| 2020 | Nunca Desistir                     | Apresentador, ao lado de Fernanda Serrano e Fátima Lopes | TVI         |
| 2020 | Quer o Destino - Ao Vivo           | Apresentador, ao lado de Ana Sofia Martins               | TVI         |
| 2020 | Portugal na TVI                    | Co-Apresentador                                          | TVI         |
| 2020 | Dia de Cristina                    | Participação Especial                                    | TVI         |
| 2020 | Todos Por Todos: Missão Continente | Co-Apresentador                                          | TVI         |
| 2020 | Somos Natal                        | Co-Apresentador                                          | TVI         |
| 2021 | Parabéns, Portugal                 | Co-Apresentador                                          | TVI         |
| 2022 | Parabéns TVI - 29.º Aniversário    | Co-Apresentador                                          | TVI         |
| 2022 | 30 Anos de Ficção                  | Co-Apresentador                                          | TVI         |
| 2022 | Rua das Flores                     | Participação especial como Tomé Trindade                 | TVI         |
| 2022 | Toda a Gente Me Diz Isso           | Participação especial como funcionário numa peixaria     | TVI         |
| 2023 | Parabéns TVI - 30.º Aniversário    | Co-Apresentador                                          | TVI         |
| 2023 | Vai ou Racha - Especial Natal      | Apresentador, com Cristina Ferreira                      | TVI         |
| 2024 | Parada de Estrelas                 | Apresentador, com Maria Cerqueira Gomes                  | TVI         |
| 2024 | Gala Dragões de Ouro               | Apresentador, com Maria Cerqueira Gomes                  | Porto Canal |
| 2024 | Há Festa no Hospital               | Co-apresentador                                          | TVI         |
| 2025 | Parabéns TVI - 32.º Aniversário    | Co-apresentador                                          | TVI         |

## Vida pessoal
A filha Maria nasceu no dia 5 de Abril de 2010 no Hospital da Luz, em Lisboa.
Maria nasceu antes do previsto, às 36 semanas, com 2,620 kg. A menina foi a única filha com Cláudia Vieira, juntos desde que contracenaram na segunda série de "Morangos com açúcar", em 2004. Em Fevereiro de 2014, anunciou mediante um comunicado conjunto, o fim da relação com a actriz que durava há nove anos.
Apadrinha, juntamente com a ex-companheira, a Casa da Palmeira para crianças em risco.
É pai de Manuel nascido a 15 de setembro de 2021 (3 anos) da relação que teve com Sara Matos de 2014 a 2023.